# السرطانة الغدية الجنينية
السرطانة الغدية الجنينية (FA)، في الرئة هي نوع فرعي نادر من سرطان الغدة الرئوية والتي تُظهر تشابه بين أبنية الأنسجة وخصائص الخلية مع أنسجة رئة الجنين عند الفحص المجهري ويعتبر حاليًا نوعًا من السرطانات الغدية الصلبة مع إنتاج الميوسين.

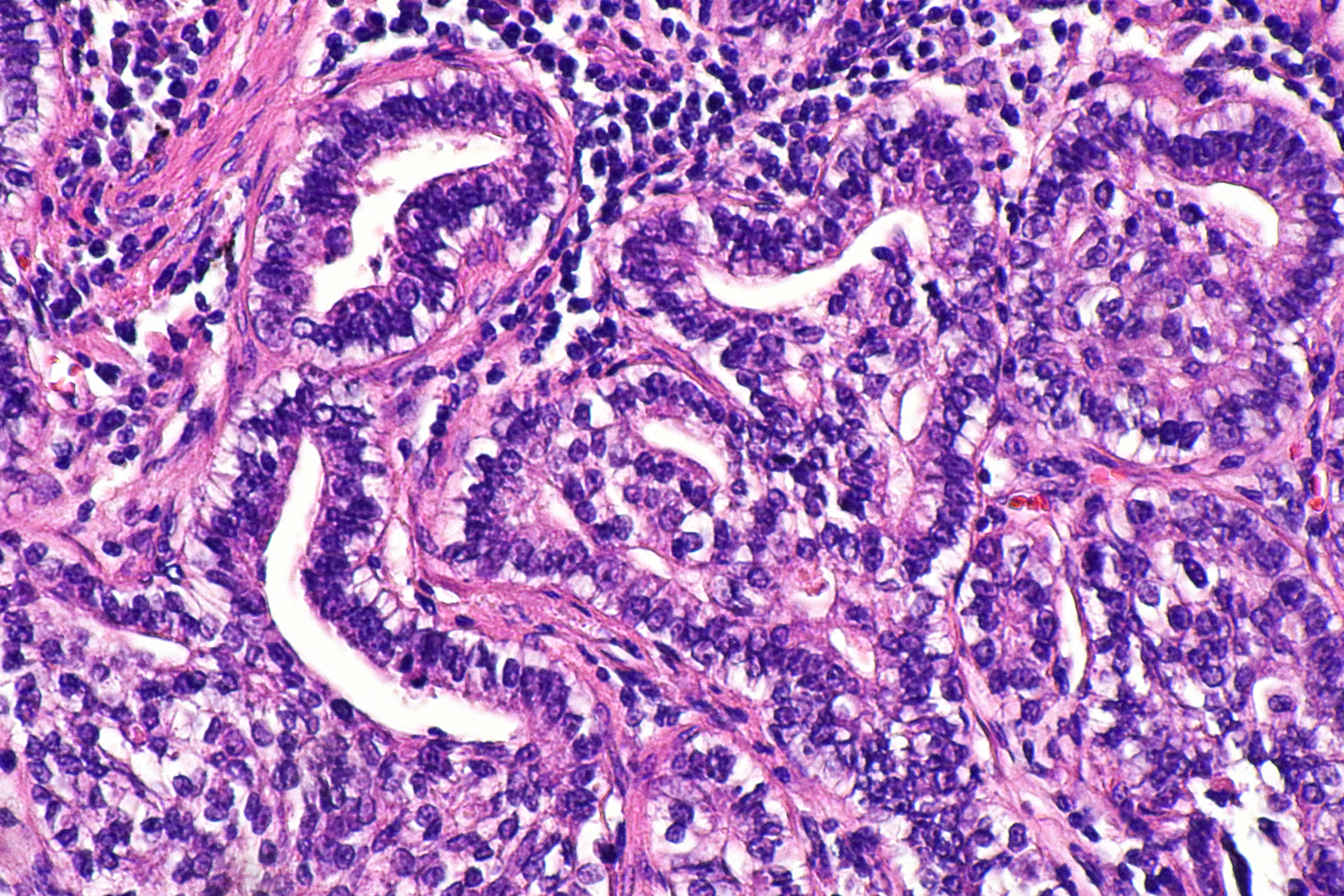
صورة مجهرية توضح السرطانة الغدية الجنينية باستخدام صبغة الهيماتوكسيلين واليوزين.

## الأعراض
يمكن أن تؤدي السرطانة الغدية الجنينية إلى نفث الدم المتكرر والذي قد يكون مرتبطًا بتجويف الورم.
تتضمن الأعراض العرضية الأخرى الموصوفة ما يلي: متلازمة شبيهة بالإنفلونزا مع سعال وحمى.

## علم الوراثة
لا يُعرف سوى القليل عن علم وراثة السرطانة الغدية الجنينية بسبب ندرتها. 
أظهرت سلسلة صغيرة مكونة من 6 حالات عن وجود بروتين (إم دي إم ٢) في 5 حالات منهم أي (83٪)، وعن وجود بروتين (بي ٥٣) بكثرة بنسبة 50٪ ، ومع ذلك كشفت سلسلة أكبر مكونة من 12 حالة عن عدم وجود طفرات جينية لبروتين (بي٥٣). 

## تكون الأنسجة
لا تزال تفاصيل تكون الأنسجة للسرطانة الغدية الجنينة غير معروفة ويتم مناقشتها بشكل كبير  وغالبًا ما تكون الأورام السرطانية الغدية أورامًا محيطية غير متجانسة إلى حد كبير، ويُعتقد أنها تنشأ من التحول الخبيث للخلايا البدائية التي يمكن أن تُظهر خصائص التمايز لخلايا كلوب، والخلايا الرئوية من النوع الثاني، وخلايا سطح القصبات الهوائية، وخلايا الغدد القصبية، أو الخلايا الكأسية.
معظم الأورام السرطانية الغدية الجنينية عبارة عن أورام متباينة بشكل جيد أو متوسط ، على الرغم من أنه قد تم وصف أنواع عالية الجودة وسيئة التباين.  وقد تم العثور أيضًا على أنسجة تشبه السرطانة الغدية الجنينية ممزوجة مع مكون لتكون خلايا شبيهة بالورم الأرومي البدائي، وفي مثل هذه الحالات يتم تصنيف هذه الأورام ثنائية الطور على أنها شكل من أشكال الورم الأرومي الرئوي لأن وجود الخلايا الأرومية يؤدي إلى تفاقم سير المرض بشكل كبير.
تحدث السرطانات الغدية الجنينية في تركيبة مع أشكال أخرى من سرطان الرئة، وخاصة الأنواع الأخرى من السرطانة الغدية، كما يبدو أيضًا أن هناك ارتباطًا بمتغيرات سرطان الرئة ذات الخلايا الصافية،  وقد تم الإبلاغ عن حالة من سرطان الرئة ذو الخلايا الصغيرة المدمجة التي تتميز بمكونات من السرطانة الغدية الجنينية وخلايا تشبه تلك الموجودة في الورم السرطاني مما يوضح التعقيد الفريد وعدم التجانس في تكون الأنسجة المتباين وتمايز الخلايا في سرطان الرئة.

## التشخيص
السرطانة الغدية الجنينة هو ورم ظهاري تشبه خلاياه وبنيته تلك الموجودة في أنسجة رئة الجنين في المرحلة الغدية الكاذبة من التطور (والتي تحدث في حوالي الأسبوع 10إلى 16 من الحمل في الإنسان)  مع أبنية غدية معقدة وتراكيب خلوية ذات نواة والتي تظهر واضحة بسبب تراكم البيوتين.
بينما يتم تشخيص السرطانة الغدية الجنينية عن طريق الخزعة، وفُرش الشعب الهوائية، والكيمياء المناعية  إلا أنه يلزم فحص الورم بأكمله لاستبعاد الورم الأرومي الرئوي ثنائي الطور وهو ورم مختلط ذو عدائية أعلى، حيث تحدث السرطانات الغدية الجنينة ممزوجة مع خلايا الورم الأرومي البدائية.
على الرغم من أنه لا يعتبر عادةً ورمًا خبيثًا سريع النمو إلا أن السرطانات الغدية الجنينية تظهر امتصاصًا عاليًا عند التصوير المقطعي بالإصدار البوزتروني مع استخدام النظير المشع إف دي جي.
تم اقتراح تحديد التمركز النووي الشاذ لمنتج بروتيني متحور لجين بيتا كاتينين كأداة تشخيصية للسرطانة الغدية الجنينية.
على الرغم من أن السرطانة الغدية الجنينية تحدث عادةً على شكل عقيدات أو كتل إلا أنه يمكن أن تظهر أحيانًا كمرض متعدد البؤر.

## العلاج
بسبب ندرتها الشديدة لم تكن هناك تجارب سريرية مضبوطة لأنظمة علاج السرطانة الغدية الجنينية ونتيجة لذلك لا توجد إرشادات علاجية قائمة على الأدلة  ويعد الاستئصال الجراحي الكامل هو العلاج الأفضل للسرطانة الغدية الجنينية كما هو الحال في جميع أشكال سرطان الرئة تقريبًا.
تشير التقارير النادرة إلى أن السرطانة الغدية الجنينية نادرًا ما تكون شديدة الحساسية للأدوية السامة للخلايا  أو للإشعاع  وتشير تقارير الحالة إلى أن العلاج الكيميائي باستخدام دواء اليوراسيل وتيغافور المضاد للسرطان قد يكون مفيدًا في علاج السرطانة الغدية الجنينية.

## المآل
يعتبر مآل المرضى المصابين بالسرطانة الغدية الجنينية ككل أفضل من معظم الأشكال الأخرى لسرطان الخلايا الغير صغيرة، بما في ذلك الورم الأرومي الرئوي ثنائي الطور.

## الحدوث
تعتبر السرطانة الغدية الجنينية ورمًا نادرًا مع حدوث نسبي يقدر بما لا يزيد عن 0.5٪ من جميع سرطانات الرئة.
السرطانة الغدية الجنينية نادرة بشكل استثنائي عند الأطفال حيث تم الإبلاغ فقط عن عدد قليل من الحالات حتى الآن ومع ذلك فقد اشتملت العديد من تقارير الحالات عن وجود السرطانة الغدية الجنينة في النساء الحوامل أو في فترة ما بعد الولادة المبكرة. 

## المرادفات
مرادفات للسرطانة الغدية الجنينة تشمل السرطانة الغدية الجنينية المتباينة بشكل جيد، السرطانة الغدية الجنينية عالية الرتبة، السرطان الغدي الرئوي من النوع الجنيني، ورم الأديم الباطن الرئوي المشابه لرئة الجنين. 

## روابط خارجية
- "Pathology and Genetics of Tumours of the Lung, Pleura, Thymus and Heart". World Health Organization Classification of Tumours. مؤرشف من الأصل في 2015-11-15. (Download Page).